# Carmelit

Le Carmelit est un métro souterrain utilisant les techniques du funiculaire et du métro sur pneu, situé au mont Carmel (d'où son nom) dans la ville portuaire de Haïfa, dans le nord d’Israël. Construit par des entreprises françaises, il est inauguré le 6 octobre 1959 par David Ben Gourion. Fermé en 1986 en raison de signes de vétusté, il est rénové et remis en service en septembre 1992.
Avec seulement quatre voitures, six stations et une seule ligne–tunnel de 1 800 mètres de long, le Carmelit est l’une des plus petites infrastructures de métro au monde.

## Description
Comme la majeure partie de Haïfa est édifiée le long des pentes du mont Carmel, la ligne de métro souterrain qui monte et descend la montagne sur sa face nord doit affronter une déclivité importante, la différence d’altitude entre les deux stations terminales étant de 274 mètres sur un trajet relativement court de 1 800 mètres, soit une pente moyenne de 15 %.
Pour surmonter ce relief difficile, le métro a été conçu comme une sorte de funiculaire souterrain : les voitures sont mues par un câble d’acier, les rames et les stations sont en pente, des escaliers sont situés aussi bien dans chaque rame que sur le long des quais. Comme la déclivité varie légèrement pendant le trajet (minimale : 8 degrés, maximale : 17 degrés par rapport à l’horizontale), le plancher de chaque rame n’est jamais tout à fait à l’horizontale mais tend au contraire à pencher légèrement vers l’avant ou vers l’arrière de la pente.
Les quatre voitures sont réparties en deux rames de deux voitures chacun, et roulent — comme la plupart des funiculaires — sur une voie unique munie d’une courte section à double voie afin de permettre les croisements.

## Histoire
En 1955, le choix d'un métro sur pneu est envisagé par un groupement d'entrepreneurs et industriels français qui demandent une assistance à la Régie autonome des transports parisiens (RATP). Un avant projet est proposé en 1956 aux autorités de la ville, pour une ligne en souterrain d'une longueur de 1 750 m pour un dénivelé de 300 m entre les gares de départ et d'arrivée. La ligne comportant six stations est mise en service en 1959, elle est inaugurée le 6 octobre 1959 par le président d'Israël David Ben Gourion, en présence du maire de Haïfa Abba Hushi (he) et de personnalités françaises.
Après sa fermeture en 1986 pour rénovation, il a été rouvert en 1992.

## Le Carmelit aujourd’hui
Le faible nombre de stations fait que la desserte du Carmelit est très réduite et se limite seulement à une petite portion de Haïfa, à savoir celle de la zone de la ville la plus peuplée et active économiquement à l’époque où la ligne a été conçue. Actuellement[Quand ?], la grande majorité de la population de Haïfa n’habite pas à proximité de l’une ou l’autre des stations, faisant du Carmelit un mode de transport sous-utilisé. Par ailleurs, cette ligne est mal reliée au réseau de bus Egged.[réf. souhaitée]
On a débattu[Quand ?] de l’extension de la ligne afin d’atteindre une plus large population, mais cette extension n’a jamais été réalisée, principalement pour des raisons financières. Le mode de transport public le plus utilisé à Haïfa reste donc le réseau des bus Egged, qui couvre la majeure partie de la ville.
Le rapport 2004 des comptes de la Ville de Haïfa, paru en 2005, évoque l’utilisation de plus en plus réduite du Carmelit et souligne que seulement 2 000 passagers l’empruntent quotidiennement. Depuis 1992, année de sa réouverture, le Carmelit est systématiquement déficitaire. Les pertes cumulées entre 1992 et 2003 s’élèvent à plus de 191 millions de shekels.
En 2019, le Carmelit est toujours le seul métro israélien. En effet, Tel Aviv et Jérusalem ont finalement opté pour le tramway.

## Stations

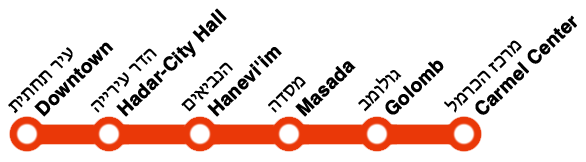
Schéma du réseau du Carmelit (nouveaux noms de certaines des stations à la suite de la réouverture en octobre 2018).

Les anciens noms des six stations du Carmelit sont ici listés en descendant de la colline :
- Gan Ha'em (« le jardin de la mère ») : proche du parc zoologique, vue panoramique, auditorium, nombreuses boutiques et hôtels.
- Bnei Zion (« Fils de Sion ») : rue Golomb, proche de l’hôpital Rothschild des Fils de Siona et du Bahá'í World Centre.
- Massada : proche des rues Massada and Nordau (antiquaires, galeries d’art, cafés, restaurants). Proche du musée de la Science.
- Hanevi'im (« les Prophètes ») : Proche des rues Hanevi'im, Herzl et Hachalutz, rues commerçantes. Proche du musée de Haïfa.
- Solel Boneh : Proche de la Tour Hanevi'im, du parc Ha'atzmaut, et de l’Hôtel de Ville de Haïfa.
- Kikar Pariz (Place de Paris) : en centre-ville, proche des administrations, du Palais de Justice mais également de la gare ferroviaire de Haifa HaShmona.

## Heures d’ouverture
- De dimanche à jeudi : 06:00 - 22:00
- Vendredi et veilles de fêtes : 06:00 - 15:00
- Samedi (shabbat) : 19:00 - 22:00

## Plus petit métro du monde
Bien que le Carmelit soit une très modeste ligne de métro, il ne semble pas être le plus petit réseau du monde puisque le Tünel d’Istanbul s’étend sur seulement deux stations et 573 mètres. Cependant, Istanbul s’est récemment[Quand ?] doté d’un nouveau réseau de métro plus grand mais distinct du Tünel. Pour cette raison, le Carmelit de Haïfa est donc parfois mentionné comme étant le plus petit réseau de métro du monde. Le livre Guiness des records de 2005 l'inclut comme le plus petit métro du monde.

## Archives cinéma actualité
- Pour Haïfa, un métro, les actualités françaises, le 14 octobre 1959 Site ina.fr vidéo
- Inauguration du métro a Haïfa, JT nuit du 23 octobre 1959 Site ina.fr vidéo